# Alvendre
Alvendre is een plaats (freguesia) in de Portugese gemeente Guarda en telt 231 inwoners (2001).

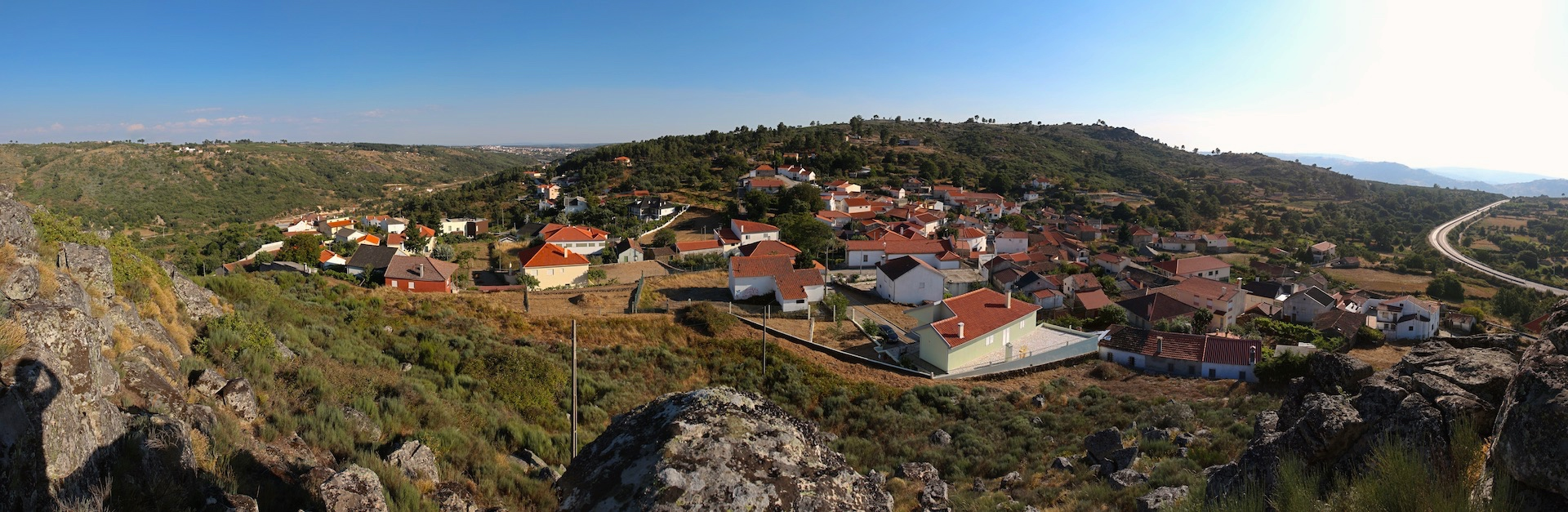
Alvendre